# Villa Garzoni (Collodi)

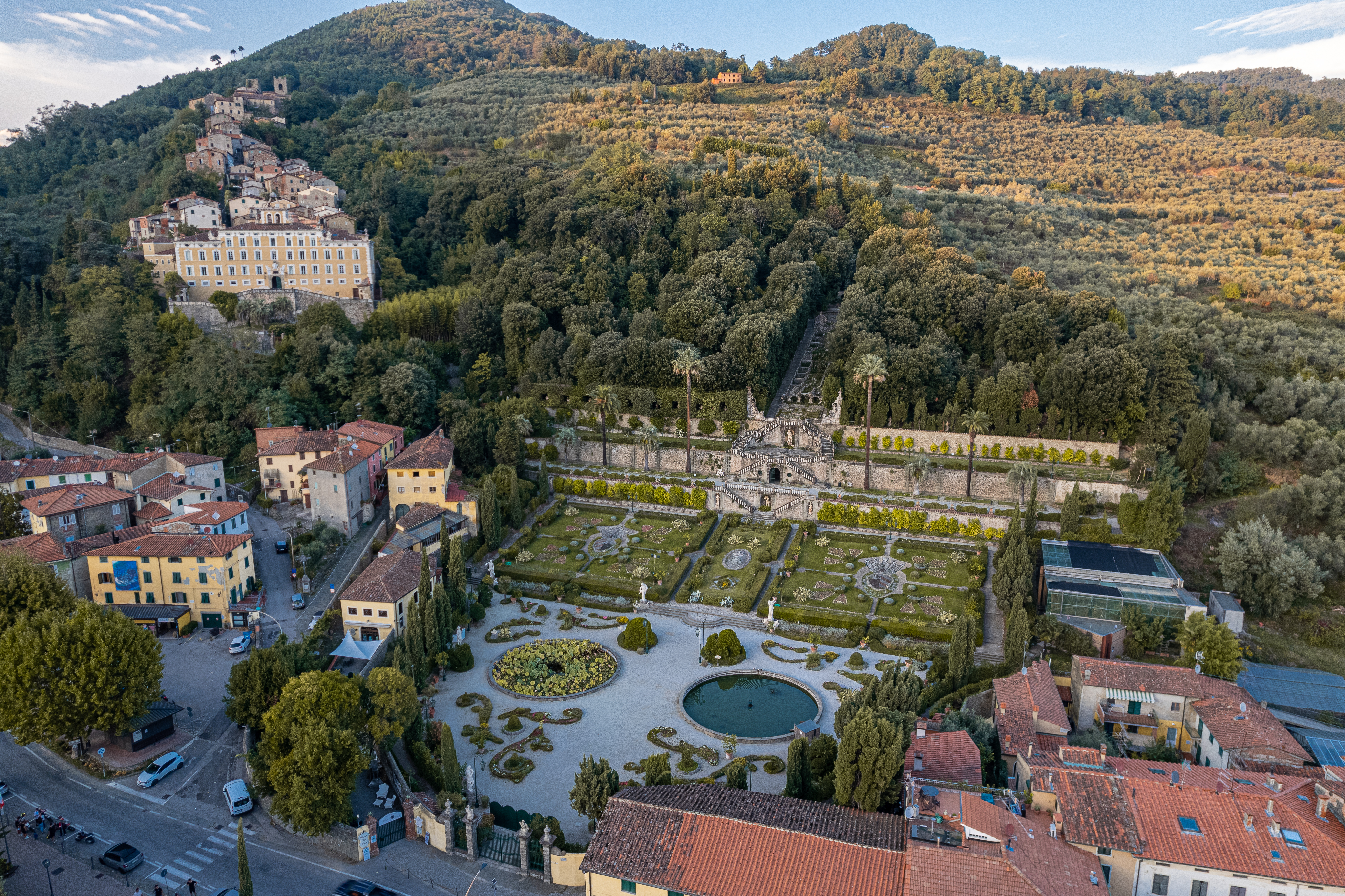
A vista do jardim (à direita), da villa (à esquerda) e da aldeia de Collodi (atrás da villa)

Villa Garzoni em Collodi é uma aldeia perto da fronteira da província de Lucca, (Toscana, Itália). O jardim foi construído pouco antes de 1652 pela família Garzoni, em relação ao local do antigo castelo, que fica um pouco afastado, na beira de uma encosta semelhante a um penhasco, que tinha sido escolhida em épocas anteriores pelo seu carácter defensivo. O jardim da Villa Garzoni, cujo layout "faz uso máximo de um local íngreme na encosta, característica geralmente associada a Roma", apresenta giochi d'aqua, ou um jardim aquático, construído ao pé de uma série de terraços com balaustradas e um conjunto de grandes escadarias simétricas conectando os jardins aquáticos inferiores na base da colina, com a casa, a cascata, o teatro di verdura e outras características do jardim. Em cada nível do terraço, a calçada que passa por teixos fantasticamente aparados mistura-se imperceptivelmente com a encosta arborizada. A vila, em estilo típico das vilas de Lucca, sobe uma colina abaixo das rústicas casas de pedra da vila, com as quais mantém uma estreita relação de interdependência desde suas origens: por exemplo, duas ruas pavimentadas que passavam pela entrada principal do edifício eram os únicos acessos à vila. A sua cascata, que as exigências do local impediram de se alinhar com o eixo principal, foi considerada uma das duas "manifestações culminantes do Alto Barroco" com tendências para o drama e o espectáculo.  Os paisagistas de Potsdam, Fontainebleau e Versalhes foram influenciados por estes jardins e ganharam fama em todo o continente europeu.
Os jardins foram originalmente concebidos em 1652, e foram concluídos ao longo do século. Quando Filippo Juvarra chegou a Lucca em 1714, fez um rápido esboço a caneta e tinta para uma ampliação cenográfica da Palazzina dell'Orologio (o Casino do Relógio), que permaneceu no papel como um dos seus muitos pensieri improvisados.  O jardim aquático foi acrescentado em 1786 por Ottavio Diodati, um arquiteto local. A aldeia, que foi completamente reconstruída no século XVIII, pertenceu à família Garzoni até ao início do século XX.